# Sainte-Colombe-en-Bruilhois
Sainte-Colombe-en-Bruilhois é uma comuna francesa na região administrativa da Nova Aquitânia, no departamento Lot-et-Garonne. Estende-se por uma área de 20,98 km². Em 2010 a comuna tinha 1 678 habitantes (densidade: 80 hab./km²).